# Chafik Besseghier
Chafik Besseghier (ur. 11 października 1989 w Grenoble) – francuski łyżwiarz figurowy, brązowy medalista mistrzostw Francji. Uczestnik mistrzostw Europy i świata oraz zawodów cyklu Grand Prix.

## Osiągnięcia
- Mistrzostwa Francji
  - 2007 – 17
  - 2008 – 12
  - 2009 – 9
  - 2010 – 5
  - 2011 – 4
  - 2012 – 3
- Mistrzostwa Europy
  - 2012 – 12